# Circle of Dead Children
A Circle of Dead Children nevű grindcore együttes 1998-ban alakult meg Pittsburgh-ben. Lemezkiadójuk a Willowtip Records. Korábban számtalan egyéb lemezkiadónál le voltak szerződve, például Earache Records, S.O.D. Records, Necropolis Records.
Zenéjükben black metal, doom metal és crust punk hatások is felfedezhetőek. Egyszerre jellemző rájuk a rövid és a hosszú dalok. Az elnevezést ("halott gyerekek köre") Joe Horvath énekes egy megbotránkoztató álmáról nevezte el, melyben a Föld országainak zászlóin egy halott gyermek feje volt látható, és a zászlók kör formát alkottak.
Szövegeik témái: szépség, halál, pusztítás.

## Tagok
- Joe Horvath - ének (1998-)
- Drew Haritan - basszusgitár (2005-2011), gitár (2011-)
- Brooks - basszusgitár (2011-)
- Matt Francis - dobok (2007-)

## Diszkográfia
- Circle of Dead Children (demó, 1998)
- Starving the Vultures (nagylemez, 1999)
- Exotic Sense Decay (EP, 2000)
- The Genocide Machine (nagylemez, 2001)
- Human Harvest (nagylemez, 2003)
- Zero Comfort Margin (nagylemez, 2005)
- Psalm of the Grand Destroyer (nagylemez, 2010)